# 旅人ビギナー
「旅人ビギナー」（たびびとビギナー）は、シュノーケルの楽曲である。2006年4月5日にSME Recordsより3枚目のシングルとして発売された。

## 解説
前作『波風サテライト』から3ヶ月ぶりのリリースで、1stアルバム『SNOWKEL SNORKEL』からの先行シングル。
歌詞カードのイラストは、香葉村多望によるもの。
ミュージック・ビデオの監督は上田大樹。

## 収録曲
| #         | タイトル         | 作詞・作曲          | 編曲                    | 時間  |
| --------- | ---------------- | ------------------- | ----------------------- | ----- |
| 1.        | 「旅人ビギナー」 | 西村晋弥            | シュノーケル 河野圭     | 4:48  |
| 2.        | 「ディスコミ」   | 西村晋弥 上田ケンジ | シュノーケル 上田ケンジ | 5:16  |
| 合計時間: | 合計時間:        | 合計時間:           | 合計時間:               | 10:04 |

## 曲の解説
1. 旅人ビギナー
テレビ東京系『JAPAN COUNTDOWN』2006年4月度エンディングテーマ。
新しい世界へ旅立つ希望と不安を歌った楽曲[3]。
楽曲についてCDジャーナルは、「ミディアム・テンポに穏やかなメロディをのせた、ポリスの『見つめていたい』を彷彿させる佳曲」と評している[4]。
自主制作盤『シュノーケル』にはデモ音源が収録されている。
バンドの活動休止中であった2014年に五反田文化センターにて開催された西村の弾き語りライブ「ピンシュノ2014」のアンコールで、同ライブにゲストで出演していた香葉村とライブを見に来ていた山田が登場し[5]、4年ぶりに3人で演奏したのがこの楽曲である。
2. ディスコミ
作詞は上田ケンジとの共作となっている。シュノーケルの楽曲で作詞が他のミュージシャンとの共作となるのは、この曲が初の例となる[注釈 1]。
アルバム未収録。

## 参加ミュージシャン
- 西村晋弥：ボーカル、ギター
- 香葉村多望：ベース
- 山田雅人：ドラムス
- 河野圭：プログラミング（＃1）

## タイアップ
- テレビ東京系『JAPAN COUNTDOWN』2006年4月度エンディングテーマ（＃1）

## 収録アルバム
旅人ビギナー
- SNOWKEL SNORKEL
- Best+

## ライブ映像作品
旅人ビギナー
- popcorn labyrinth（特典DVD）